# El cerebro de Donovan (novela)
El cerebro de Donovan es una novela de ciencia ficción de 1942 del escritor estadounidense Curt Siodmak.
La novela fue un éxito instantáneo y ha sido adaptada al cine tres veces. Desde entonces, el libro se ha convertido en una especie de clásico de culto, entre cuyos seguidores se incluye Stephen King, quien analizó la novela en su libro de 1981 Danza macabra y la menciona en su novela / miniserie It. Siodmak luego escribió una secuela en 1968 titulada Hauser's Memory y luego una secuela final en 1991 titulada Gabriel's Body.

## Trama
La novela está escrita en forma de entradas de diario por el Dr. Patrick Cory, un médico de mediana edad cuyos experimentos para mantener vivo un cerebro son subsidiados por su rica esposa. Bajo investigación por evasión fiscal y actividades financieras criminales, el millonario megalómano W.H. Donovan estrella su avión privado en el desierto cerca de la casa del Dr. Cory. El médico no puede salvar la vida de Donovan, pero le extrae el cerebro con la esperanza de que sobreviva, colocando la materia gris en una solución salina oxigenada y cargada eléctricamente dentro de un tanque de vidrio. Las ondas cerebrales indican que la vida y el pensamiento continúan. Cory hace varios intentos inútiles de comunicarse con él. Finalmente, una noche, Cory recibe órdenes inconscientes y anota una lista de nombres con una letra que no es la suya, sino la de Donovan. Cory intenta con éxito establecer contacto telepático con el cerebro de Donovan, para gran preocupación de su asistente ocasional, el Dr. Schratt, un anciano alcohólico.
Poco a poco, la inteligencia maligna se apodera de la personalidad de Cory, dejándolo en un fuga disociativa amnésica cuando despierta. El cerebro utiliza a Cory para llevar a cabo sus órdenes, firmando cheques a nombre de Donovan y continuando con los planes financieros ilícitos del magnate. Cory se parece cada vez más al paranoico Donovan; su físico y modales se transforman en la imagen cojeando del criminal fallecido. La misión de Donovan culmina con el intento de que Cory mate a una joven que se interpone en sus planes. Al darse cuenta de que pronto no tendrá control sobre su propio cuerpo y mente, su asistente, Schratt, diseña un plan para destruir el cerebro durante su período de inactividad. Schratt resiste el poder hipnótico del cerebro repitiendo la rima: «Entre las nieblas y las heladas más frías, azota los postes con los puños y sigue insistiendo en que ve fantasmas». Schratt destruye el tanque de la vivienda con un hacha y deja morir el cerebro de Donovan, poniendo así fin a su reino de locura. Sin embargo, durante el encuentro, el cerebro, intentando defenderse, ordena al corazón de Schratt que deje de latir. Schratt muere, pero con una mirada de satisfacción.

## Publicación
La novela se publicó inicialmente como una serie de tres partes en los números de septiembre-noviembre de 1942 de la revista pulp Black Mask. La primera edición completa fue publicada por Alfred A. Knopf en 1943 y se proporcionó al personal militar estadounidense como una edición de las Fuerzas Armadas durante la Segunda Guerra Mundial. Desde entonces, la obra ha sido traducida al francés, alemán, español, portugués, italiano, japonés y holandés.

## Recepción
AnnaBookBel reseña positivamente el libro: "A primera vista, El cerebro de Donovan tiene todos los rasgos de una novela pulp de ciencia ficción: la historia melodramática de un científico loco que mantiene vivo un cerebro y luego este lo domina. Sin embargo, ¡no es eso en absoluto! De hecho, es bastante seria, y junto con la ciencia ficción con un toque de terror, es una novela negra pura [...]. Puede que El cerebro de Donovan no tenga la mejor escritura, pero sí tiene un lado filosófico que explora la ética y otros dilemas científicos, entre las muchas otras cuestiones morales que plantea la historia. Además, está escrita en forma de entradas de diario de Cory, lo que contribuye a darle esa auténtica narrativa negra en primera persona."
Moriareviews resalta la influencia de la novela: "El libro también es la fuente del venerado cliché de las películas de serie B: el cerebro incorpóreo que ejerce su influencia sobre las personas desde un tanque. Aunque la idea de los cerebros incorpóreos se originó con H. G. Wells, fue Curt Siodmak quien creó este gran cliché que ha inspirado numerosas películas sobre trasplantes y control cerebral. De hecho, este es un cliché de ciencia ficción que cobró vida en la pantalla grande, no en la literatura pulp [...] El libro de Curt Siodmak nunca fue más que una rutina y ninguna de las películas resultantes es diferente.."

## Adaptaciones
- Las adaptaciones radiofónicas protagonizadas, respectivamente, por Orson Welles y John McIntire se emitieron en 1944 y 1948 como parte de la serie antológica Suspense.[10]
- En 1982, el lanzamiento del álbum LP de la versión de 1944 ganó el premio Grammy al mejor álbum hablado.[11]

La novela ha sido adaptada a la gran pantalla tres veces:
- En 1944 como The Lady and the Monster (posteriormente reeditada como Tiger Man), dirigida por George Sherman y protagonizada por Vera Ralston, Richard Arlen y Erich von Stroheim.[12]
- En 1953 bajo su título original, es una película en blanco y negro estadounidense, producida de forma independiente por Tom Gries para Allan Dowling Productions, dirigida por Felix Feist y protagonizada por Lew Ayres, Gene Evans, Nancy Reagan y Steve Brodie.[13][14]
- En 1962 como Vengeance (posteriormente reeditada como The Brain). Una coproducción entre el Reino Unido y Alemania Occidental, dirigida por Freddie Francis y protagonizada por Anne Heywood y Peter van Eyck.  Robert Banks Stewart y Philip Mackie adaptaron la novela.[15]
- También hubo una adaptación televisiva, que se emitió en 1955, también bajo el título original, como parte de la serie antológica Studio One ; fue protagonizada por Wendell Corey y E. G. Marshall.[16]